# Escopeta de corredera

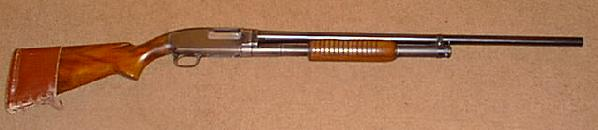
Una Winchester Modelo 1912.

Una escopeta de corredera o escopeta de bombeo es una escopeta la cual tiene un guardamanos que debe ser deslizado hacia atrás y luego adelante, para eyectar el cartucho disparado e introducir un nuevo cartucho en la recámara. Este tipo de escopeta es la más conocida popularmente, por su característica operación. Ejemplos de estas escopetas son la Winchester Modelo 1912 y la Remington 870, ambas de origen estadounidense.
Las escopetas de corredera modernas poseen desconectores de gatillo, mecanismo de seguridad que desconecta el martillo mientras el cerrojo retrocede, haciendo que este deba ser apretado nuevamente al cerrarse el cerrojo, característica que poseen la Remington 870 y la Mossberg 500 entre otras.